# Umm ar-Rumman (As-Suwajda)
Umm ar-Rumman (arab. أم الرمان) – miejscowość w Syrii, w muhafazie As-Suwajda. W 2004 roku liczyła 1775 mieszkańców.